# Rhinocricus tuobitus
Rhinocricus tuobitus är en mångfotingart som beskrevs av Chamberlin 1955. Rhinocricus tuobitus ingår i släktet Rhinocricus och familjen Rhinocricidae. Inga underarter finns listade i Catalogue of Life.